# Trichomyia pedicillata
Trichomyia pedicillata är en tvåvingeart som beskrevs av Satchell 1956. Trichomyia pedicillata ingår i släktet Trichomyia och familjen fjärilsmyggor. Inga underarter finns listade i Catalogue of Life.